# Kurt Peter C. Vollhardt
Kurt Peter Christian Vollhardt, genannt Peter Vollhardt, (* 7. März 1946 in Madrid) ist ein amerikanischer Chemiker. Bekannt ist er in Deutschland vor allem für sein mit Neil E. Schore verfasstes Lehrbuch „Organische Chemie“.

## Leben
Vollhardt wuchs in Madrid und Buenos Aires auf und machte 1965 an der Luitpold-Oberrealschule in München sein Abitur. Er begann in München ein Studium der Chemie. Nach seinem Vordiplom wechselte er an das University College London, an dem er 1972 bei Peter J. Garratt in Chemie promoviert wurde (Ph. D.). Nach einer zweijährigen Post-Doktoranden-Tätigkeit am California Institute of Technology bei Robert G. Bergman bekam Vollhardt 1974 eine Assistenz-Professur an der University of California, Berkeley, wo er 1982 eine volle Professur erhielt. 1983 bis 1987 war er auch Principal Investigator im Center for Advanced Materials im Lawrence Berkeley National Laboratory.
Er war unter anderem Gastprofessor an der Universität Paris XI in Orsay (1979), in Bordeaux (1985), Lyon (1987), Rennes (1991), der Universität Paris VI (1992), in Marseille (2000) und an der Universität Rom (Tor Vergata, 2004), deren Ehrendoktor er 2004 wurde. 1985 und 1992 erhielt er einen Humboldt-Forschungspreis und 1985/86 war er Miller Professor in Berkeley.
1966 bis 1969 war er Stipendiat der Studienstiftung des Deutschen Volkes und 1976 bis 1980 war er Sloan Research Fellow. 1983 erhielt er die Adolf-Windaus-Medaille, 1987 den American Chemical Society Award in Organometallic Chemistry, erhielt 1990 den Otto Bayer Preis (zusammen mit Wolfgang A. Herrmann von der TU München), war 1991 Arthur C. Cope Scholar und 1995 den Preis der Japan Society for the Promotion of Science.
Sein in sechster Auflage erschienenes Lehrbuch „Organic Chemistry“ ist auch in deutscher Übersetzung verfügbar und zählt in Deutschland zu den meistgelesenen einführenden Lehrwerken im Fach Organische Chemie. Neben der deutschen Übersetzung liegen Übersetzungen ins Spanische, Französische, Japanische, Koreanische, Portugiesische und Serbische vor.
Er ist US-amerikanischer Staatsbürger. Er ist seit 1991 verheiratet und hat eine Tochter.

## Forschung
Die Arbeitsgruppe um K. P. C. Vollhardt untersucht die Einsatzmöglichkeiten von Übergangsmetallen in organischen Synthesen. Er befasst sich mit metallorganischen Clustern in der Katalyse, mit Antiaromaten, Pyrolyse in der Gasphase, Synthese von Naturstoffen (wie Totalsynthese von Strychnin und neue Synthesemethoden für Morphine) und Synthese hochgespannter Kohlenwasserstoffen und organischen Verbindungen mit interessanten elektronischen Eigenschaften (zum Beispiel Leiter oder Magnete).

## Schriften
- mit Neil E. Schore Organische Chemie, Wiley-VCH, 5. Auflage 2011, ISBN 3527327541 (Übersetzung und Herausgeber Holger Butenschön)
  - Englisches Original Organic Chemistry, zuerst Freeman, 1987 (von Vollhardt allein), 5. Auflage 2007 mit Schore
- Peter Garratt, Peter Vollhardt: Aromatizität. 1. Auflage. Georg Thieme Verlag, Stuttgart 1973, ISBN 3-13-493801-4.